# Fisión asistida
La fisión asistida es un proceso por el cual las sustancias radiactivas completan su ciclo de desintegración ayudados por el bombardeo externo de partículas procedentes de un acelerador.
En dicho proceso se libera energía en forma de calor que puede ser reaprovechado para suministrar energía al acelerador y así conseguir que todo el conjunto sea automantenido.
Al final del proceso, las sustancias radiactivas se habrán fisionado a un ritmo mucho mayor que el natural y habrán completado o estarán cerca de completar su ciclo de desintegración siendo por tanto sustancias inocuas desde el punto de vista radioactivo o, al menos, fácilmente manejables.